# Mark Occhilupo
Marco Jay Luciano Occhilupo (n. 16 de junio de 1966), conocido como Occy, es un surfista australiano, ganador en 1999 del ASP World Tour, el campeonato del mundo de Surf.